# Anita DeFrantz

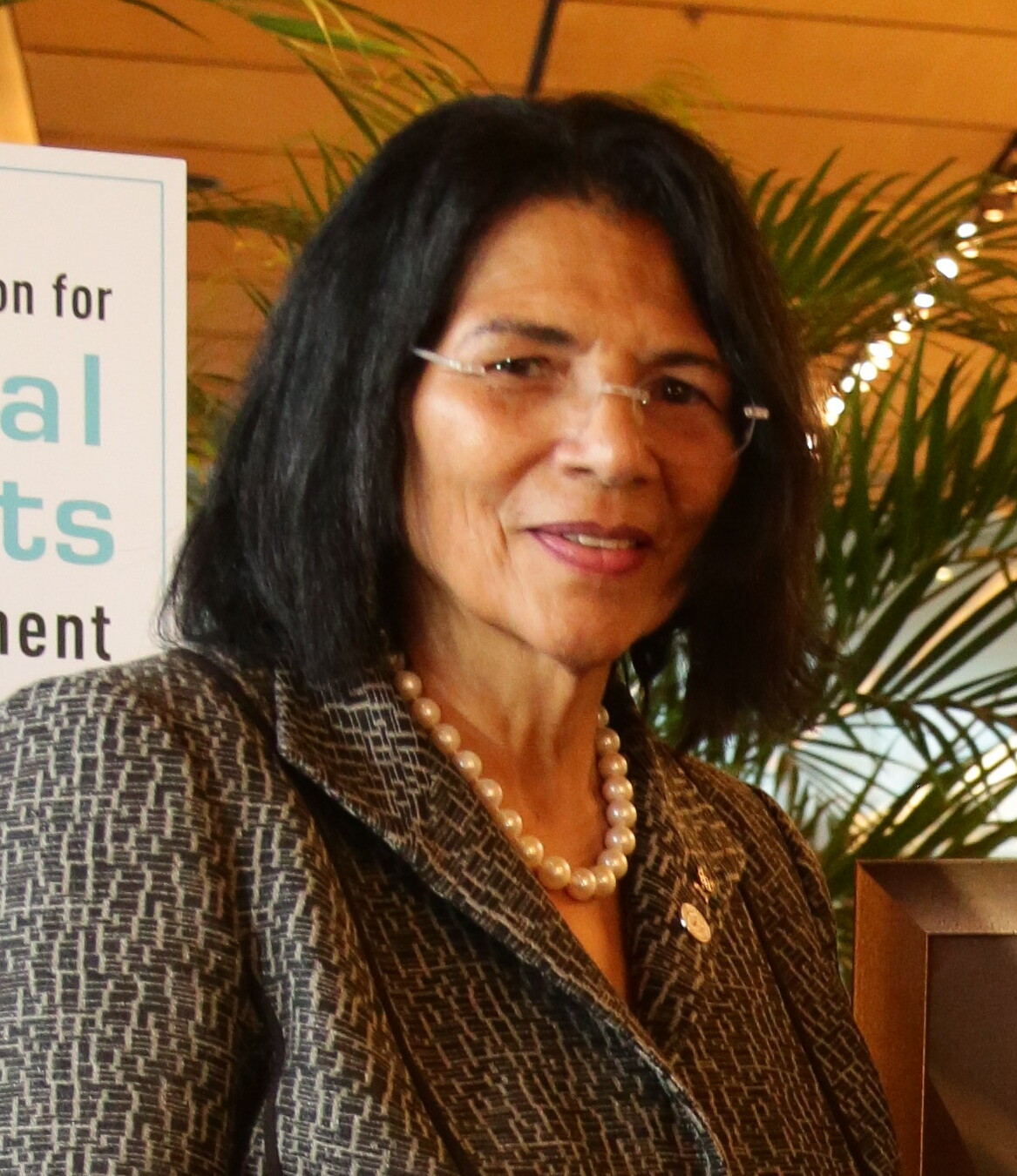
Anita DeFrantz (2016)

Anita DeFrantz (* 4. Oktober 1952 in Philadelphia) ist eine ehemalige US-amerikanische Ruderin. Seit 1986 ist sie Mitglied des Internationalen Olympischen Komitees (IOC).
Anita DeFrantz war die erste Schwarze, die für die USA bei Olympischen Spielen im Rudern antrat. Bei der olympischen Premiere des Frauenruderns bei den Olympischen Spielen 1976 in Montreal ruderte sie im amerikanischen Achter und gewann die Bronzemedaille. Zwei Jahre später gewann sie Silber im Vierer mit Steuerfrau bei den Ruder-Weltmeisterschaften 1978. 1980 war sie für das amerikanische Olympiateam nominiert, durfte aber wegen des Olympiaboykotts nicht teilnehmen.
Anita DeFrantz studierte Jura in Connecticut und an der Pennsylvania State University, wo sie 1977 promovierte. Sie gehörte dem Organisationskomitee für die Austragung der Olympischen Sommerspiele 1984 in Los Angeles an und leitet seit 1987 die Stiftung Amateur Athletic Foundation of Los Angeles, die den Reinerlös der Olympischen Spiele von 1984 verwaltet. Von 1993 bis 2013 war sie Vizepräsidentin des Weltruderverbandes (FISA).
1986 war Anita DeFrantz die fünfte Frau und die erste Schwarze, die in das IOC gewählt wurde. Von 1992 bis 1997 gehörte sie dem Exekutivausschuss des IOC an, danach war sie fünf Jahre lang Vizepräsidentin. 2001 kandidierte sie zur IOC-Präsidentin, unterlag aber gegen Jacques Rogge. 2013 wurde DeFrantz zur stellvertretenden Vorsitzenden des IOC gewählt. 1980 verlieh ihr die United States Sports Academy in Daphne die Ehrendoktorwürde.